# Leanderklasse (kruisers)

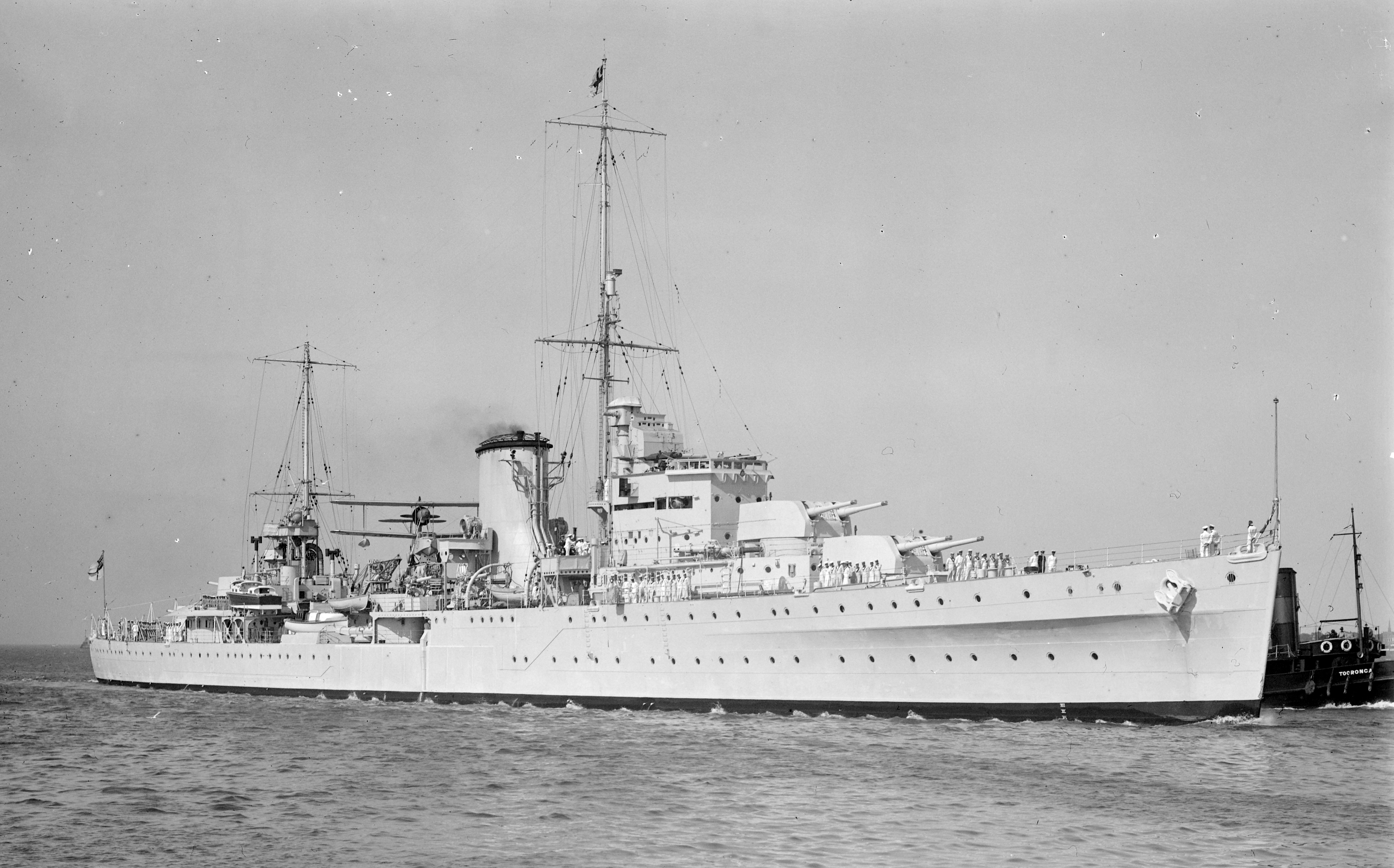
HMNZS Achilles

De Leanderklasse was een klasse van acht lichte kruisers, gebouwd voor de Royal Navy in de vroege jaren '30, die ingezet werden in de Tweede Wereldoorlog. De schepen werden genoemd naar mythologische figuren, en werden voltooid tussen 1933 en 1936. Drie van de schepen werden later overgedragen aan de Royal Australian Navy (RAN) en hernoemd naar Australische steden.

## Lijst van schepen in de klasse

### Leandergroep
- HMS/HMNZS Leander

Deze kruiser werd genoemd naar het figuur uit de Griekse mythologie en uitgeleend aan Nieuw-Zeeland en gedoopt als HMNZS Leander in september 1941. Bij de Slag van Kolombagara werd Leander zwaar beschadigd door een Long Lance-torpedo. Deze aanval veroorzaakte vele slachtoffers en zorgde ervoor dat het schip twee jaar lang buiten dienst was.
- HMS/HMNZS Achilles, later HMIS/INS Delhi.

De Achilles was het tweede schip dat werd uitgeleend aan Nieuw-Zeeland, gedoopt als HMNZS Achilles in september 1941. Het schip had eerder deelgenomen in de Slag van Río de la Plata. Achilles werd verkocht aan India in 1948, en was een paar jaar bekend als HMIS Delhi, waarna het als INS Delhi diende tot 1978.
- HMS Ajax

Ook de Ajax nam deel aan de Slag van Río de la Plata. De stad Ajax in Ontario werd genoemd naar het schip, met straatnamen genoemd naar bemanningsleden. Ajax nam verder deel aan de Slag van Matapan en bombardeerde het vasteland van Normandië tijdens de invasie.
- HMS Neptune

Dit schip werd bemand door een Nieuw-Zeelandse bemanning, maar maakte geen deel uit van de Royal New Zealand Navy. Neptune liep op een Italiaanse mijn voor de kust van Tripoli en zonk.
- HMS Orion

Orion nam deel aan de evacuatie van Kreta in 1941 en werd zwaar beschadigd.

### "Perth-klasse"
De drie schepen die werden overgedragen aan de RAN werden bekend als de Gemodificeerde Leanderklasse, officieus vaak "Perth-klasse" genoemd. Ze speelden alle een prominente rol tijdens de Tweede Wereldoorlog.
- HMAS Perth (ex-HMS Amphion)

Voltooid in 1936 en overgedragen aan de RAN in 1939. Het schip opereerde met Britse schepen in de Slag in de Middellandse Zee en nam in maart 1941 deel aan de Slag van Matapan. Het zonk in de Slag van Straat Soenda in het begin van 1942.
- HMAS Hobart (ex-HMS Apollo)

Voltooid in 1936 en overgedragen aan de RAN in 1938. Het schip nam deel aan de Oost-Afrikacampagne, the Slag in de Koraalzee en leverde ondersteunend vuur in de Slag om Guadalcanal. Nadat het zwaar beschadigd werd door een torpedo-aanval in 1943 werd het weer ingezet bij de invasie van de Filipijnen (1944), gevolgd door de  Borneo- en Aitape-Wewakcampagnes. Het schip werd na de oorlog in reserve geplaatst en pas in 1962 definitief uit dienst genomen.
- HMAS Sydney (ex-HMS Phaeton)

Ook dit schip was betrokken bij de Slag in de Middellandse zee. Sydney bracht de Italiaanse kruiser Bartolomeo Colleoni tot zinken tijdens de Slag van Kaap Spada in 1940. Later in dat jaar nam de Sydney deel aan de Slag van Matapan en de Slag van Calabria; in laatstgenoemde slag bracht het de Italiaanse torpedobootjagers Espero en Zeffiro tot zinken. In 1941 ontmoetten de Sydney en de Duitse hulpkruiser Kormoran elkaar; de schepen vernietigden elkaar en Sydney ging met alle opvarenden verloren. De wrakken van de beide schepen werden in 2008 gevonden.